# الراهب الذي باع سيارته الفيراري
الراهب الذي باع سيارته الفيراري (بالإنجليزية: The Monk Who Sold His Ferrari)‏، هو كتاب تنمية ذاتية كُتب على هيئة قصة خيالية أو رواية قصيرة.

## معلومات عن الكتاب[1]
- مؤلف الكتاب هو: روبن شارما وهو كاتب كندي من أصل هندي.
- أُصدر الكتاب لأول مرة في عام 1997.
- باع الكتاب أكثر من ثلاثة ملايين نسخة حول العالم.
- تمت ترجمته إلى أكثر من 70 لغة في أكثر من 50 دولة.
- الكتاب حجمه صغير نسبياً ويقع على 200 صفحة من الحجم الصغير في نسخته الإنجليزية.

## المحتوى
الكتاب يقوم على حوار بين شخصيتين - جوليان مانتل وجون-. يروي جوليان على صديقه تجاربه في رحلته الروحانية إلى جبال الهملايا  التي بدأها بعد أن باع منزله وسيارته الفيراري.